# Omaya Al-Jbara
Omaya Al-Jbara, née en 1974 à Al-Alam (district de Tikrit, province de Salah ad-Din) et morte le 22 juin 2014 dans la même ville, est une combattante irakienne.

## Biographie
Membre de la tribu sunnite des Jubouri, elle est la fille du cheik Najir Hussein Al-Jbara, tué en 2007. Deux de ses frères, engagés en politique et contre Al-Qaïda, sont aussi assassinés depuis 2007.
Elle s'engage en devenant conseillère du gouvernorat pour les affaires sociales. Elle organise des conférences sur les droits de l'homme, l'aide aux réfugiés ou la violence faite aux femmes. Après avoir brièvement étudié l'architecture dans sa jeunesse, elle obtient un diplôme en droit en 2011. 

### Résistance contre Daech
En juin 2014, lorsque le groupe Daech attaque sa ville, elle prend les armes et commande la résistance contre les agresseurs,.
La résistance dure douze jours, s'achevant avec la mort d'Omaya Al-Jbara, tuée par la balle d'un sniper,.

## Honneurs
Après sa mort, elle a reçu le titre honorifique de «cheikha», chef de clan, par le Bureau irakien des affaires tribales, un titre qui n'avait jusqu'alors jamais été attribué à une femme. 
Le quotidien Le Monde l'a désignée comme «Femme de l'année 2014».
En 2017, le chanteur Babx lui rend hommage à travers une œuvre en 3 actes, accompagné par Archie Shepp et Dorothée Munyaneza.